# David Odikadze
David Odikadze (Tbiliszi, 1981. április 14.) grúz labdarúgó. Édesapja szintén labdarúgó volt, bátyja pedig egy első osztályú grúz csapat kapusedzője.
1996-ban kezdte karrierjét a STU Tbiliszi csapatában, profiként pedig az Iberia Szamtrediában mutatkozott be 1999-ben. Ezután több grúz csapatban is megfordult, végül 2004-ben a bajnok Dinamo Tbiliszihez igazolt, ahol később csapatkapitány is lett. 2005-től a válogatottban is játszik. Ezután 3 évig kihagyták a keretből, majd 2008-ban újra magára ölthette a címeres mezt.
2009 tavaszán a Győri ETO csapatához igazolt, majd még ugyanazon az évben az FK Bakuhoz távozott. 2013 óta az SZK Csihura Szacshere játékosa.

## Fordítás
- Ez a szócikk részben vagy egészben  a   David Odikadze című angol Wikipédia-szócikk fordításán alapul.  Az eredeti cikk szerkesztőit annak laptörténete sorolja fel. Ez a jelzés csupán a megfogalmazás eredetét és a szerzői jogokat jelzi, nem szolgál a cikkben szereplő információk forrásmegjelöléseként.